# Curtonotum anus
Curtonotum anus är en tvåvingeart som först beskrevs av Johann Wilhelm Meigen 1830.  Curtonotum anus ingår i släktet Curtonotum och familjen Curtonotidae. Inga underarter finns listade i Catalogue of Life.